# Arthur Beecher Carles

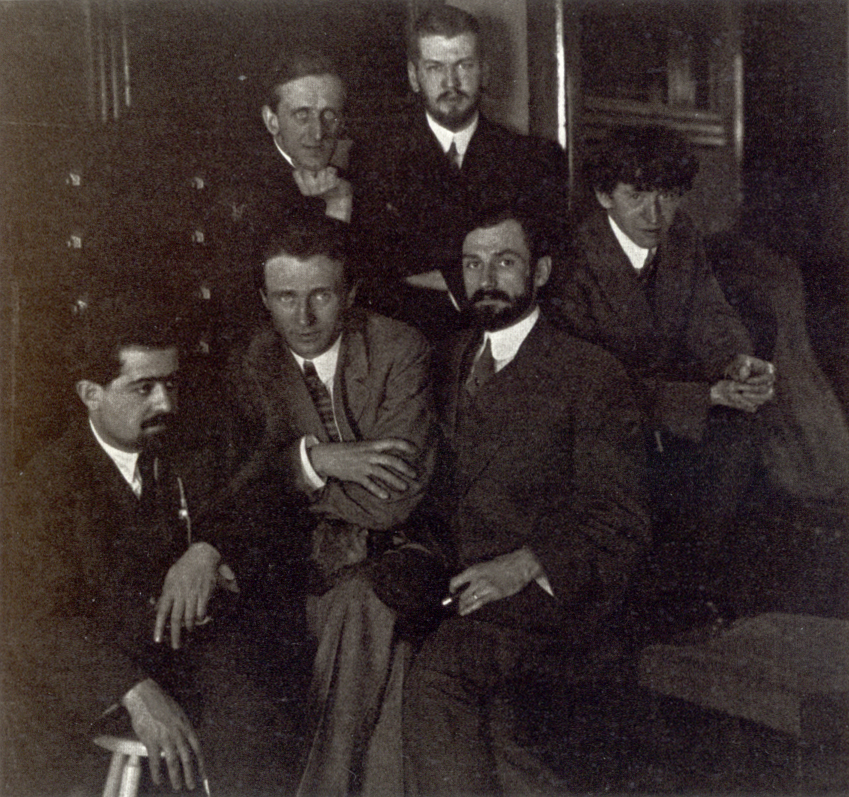
Young American Artists of the Modern School, elever på National Academy of Design, från vänster: Jo Davidson, Edward Steichen, Arthur Beecher Carles, John Marin. Bakre raden: Marsden Hartley och Laurence Fellows, omkring 1911

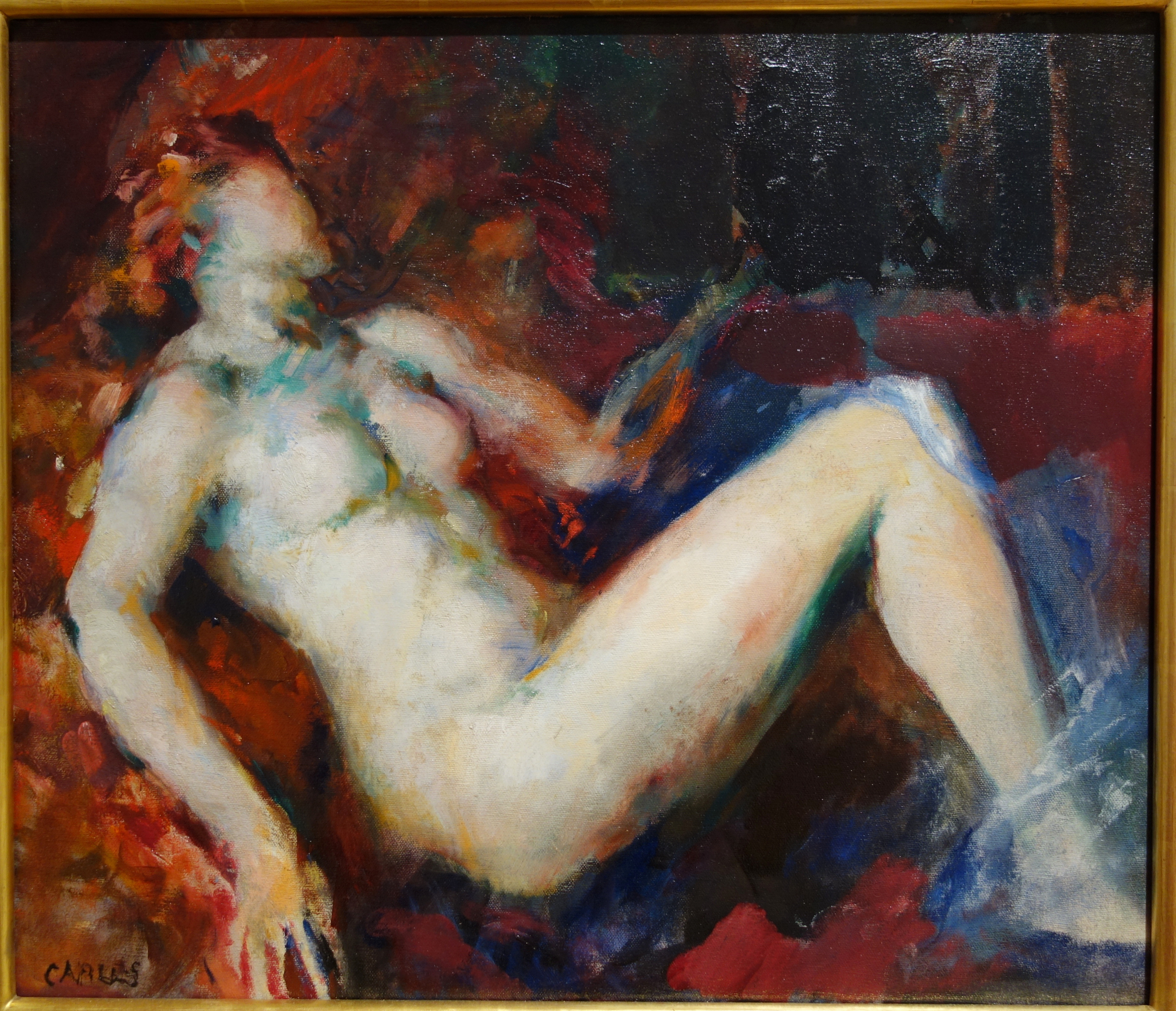
Reclining Nude, 1915-21

Arthur Beecher Carles, född 9 mars 1882 i Philadelphia i Pennsylvania i USA, död 1952, var en amerikansk målare. 
Arthur Beecher Carles utbildade sig vid Pennsylvania Academy of the Fine Arts 1900-07 för Thomas Pollock Anshutz, Cecilia Beaux och William Chase. Efter studierna i Philadelphia reste han 1907 till Frankrike, där han stannade till 1910. I Frankrike beundrade han verk av Paul Cézanne och Henri Matisse och blev nära vän med John Marin och Edward Steichen. Han ställde ut sex landskapsmålningar på Salon d'Automne 1908.
I mars 1910 ställde han ut på “Younger American Painters” i Alfred Stieglitz Gallery 291 i New York. Stieglitz arrangerade också Carles första separatutställning 1912.
Han återvände till Frankrike juni-oktober 1912 och ställde ut på 1912 års Salon d'Automne. Åter i USA ställde han ut på 1913 års Armory Show. Han undervisade på Pennsylvania Academy of the Fine Arts i Philadelphia 1917-25 och därefter gav han privatlektioner. Under senare år hade han perioder av alkoholism och i december 1942 fick han en stroke som invalidiserade honom ända tills han dog 1952.